# Munina (stacja kolejowa)
Munina – węzłowa stacja kolejowa w Muninie, w województwie podkarpackim, w Polsce.

## Ruch pasażerski
| Rok  | Wymiana pasażerska na dobę |
| ---- | -------------------------- |
| 2017 | 20-49                      |
| 2022 | 20-49                      |
| 2023 | 20-49                      |

## Galeria

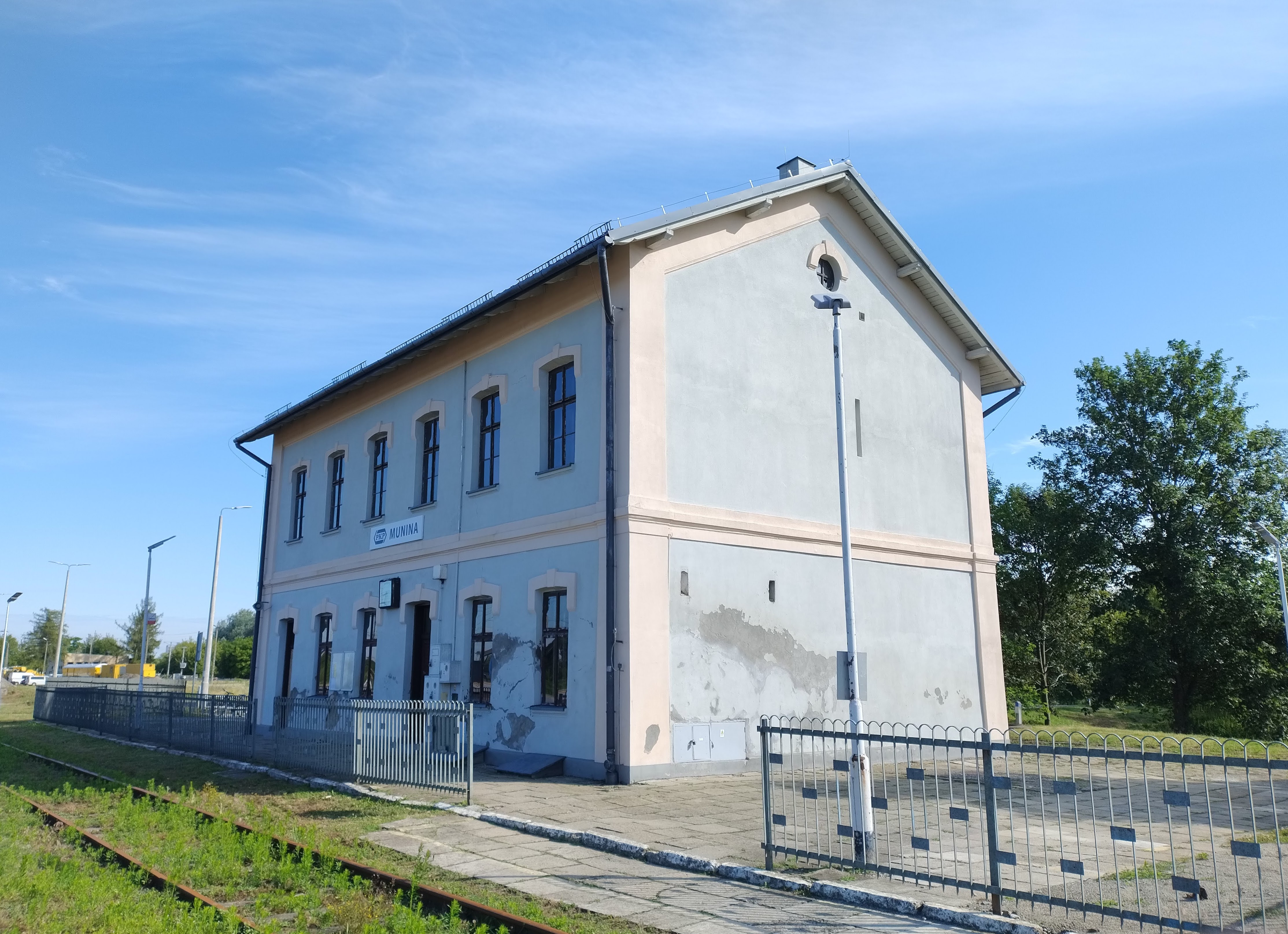
Dworzec kolejowy (2025)
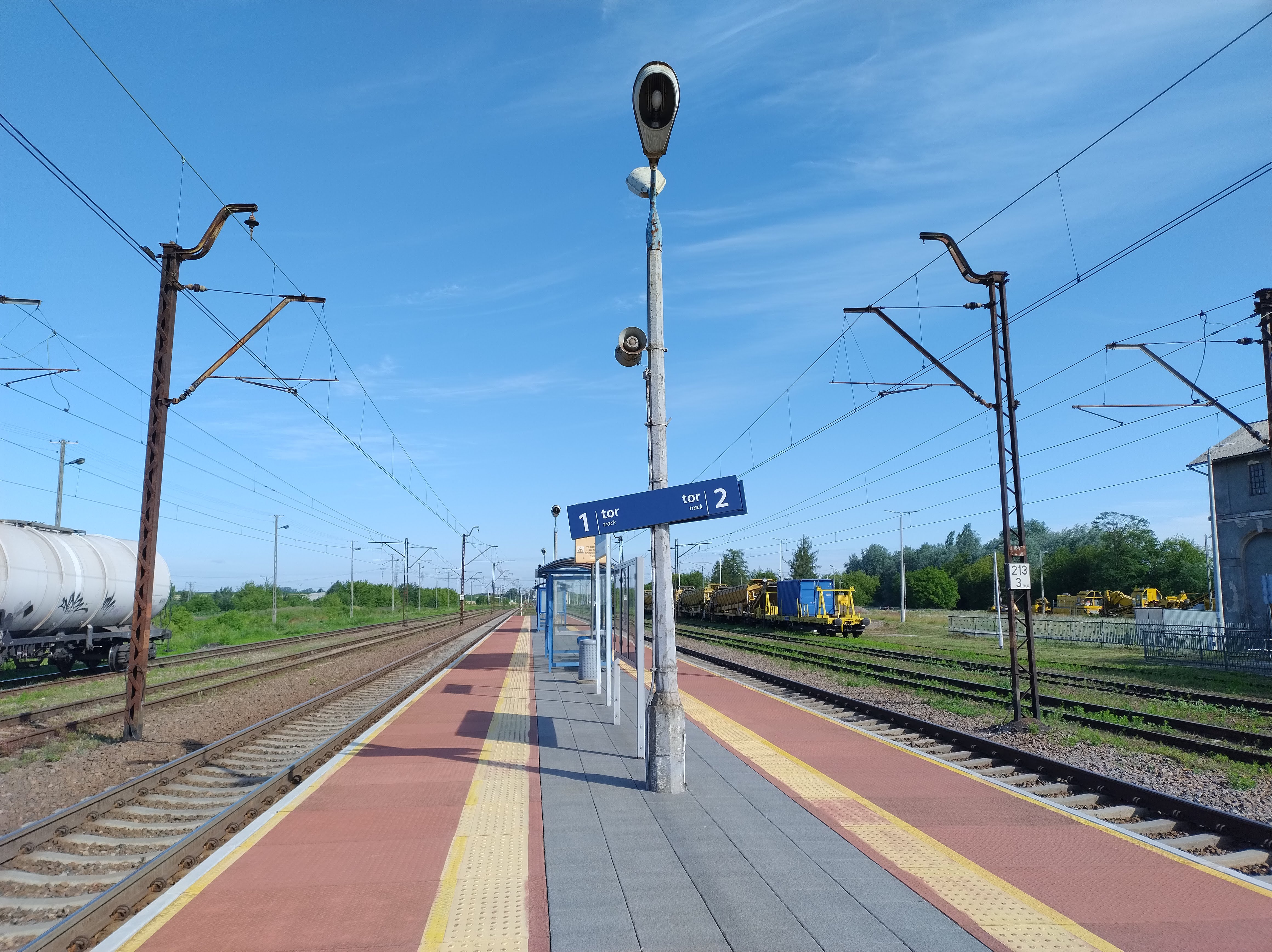
Peron stacyjny (2025)
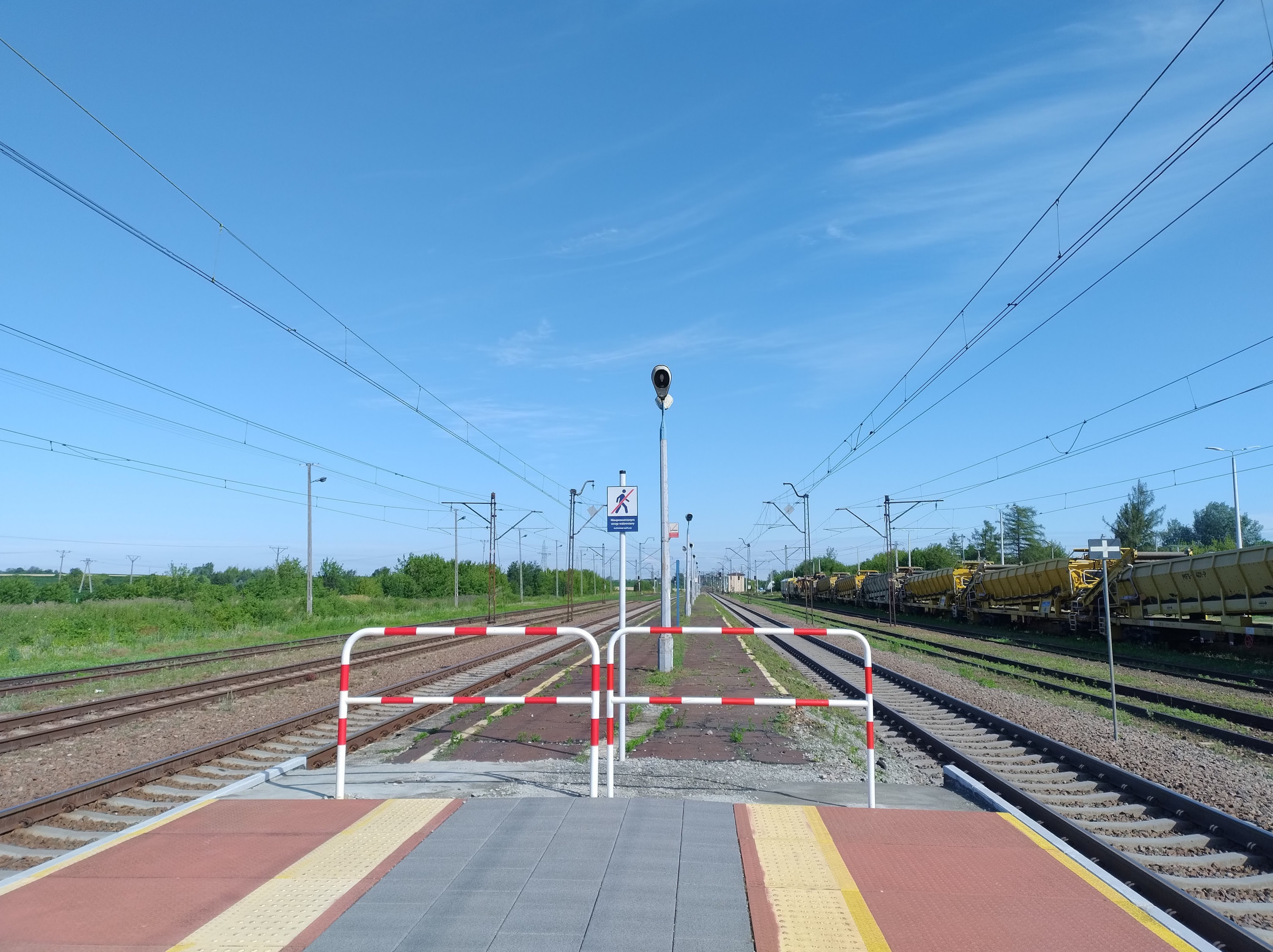
Nieczynna część peronu (2025)
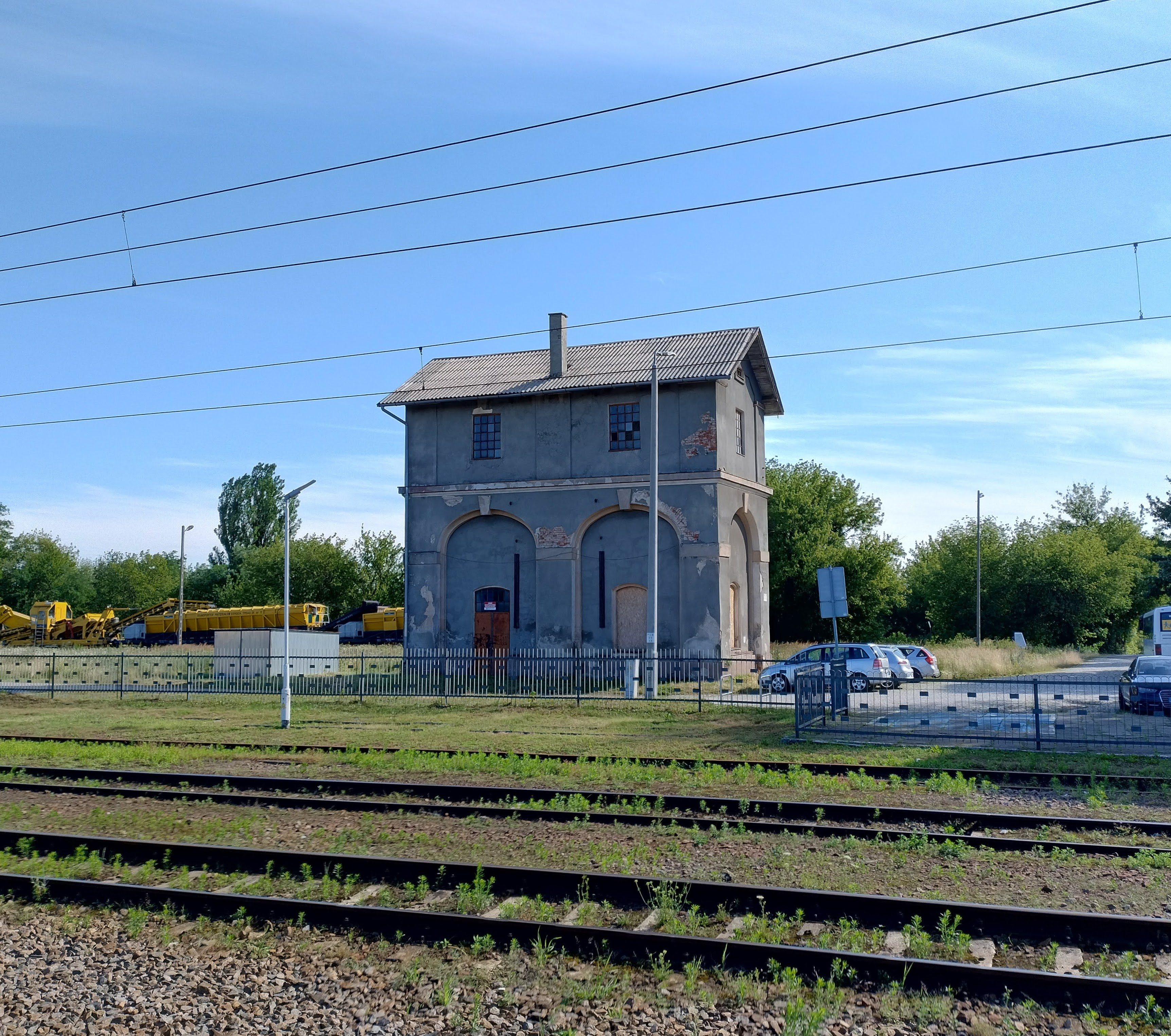
Wieża wodna (2025)